# Јесења изложба УЛУС-а (2016)
Јесења изложба УЛУС-а (2016) одржала се у новембру и децембру 2016. године, у галеријском простору Удружења ликовних уметника Србије, односно у Уметничком павиљону "Цвијета Зузорић".

## Излагачи
1. Мирослав Анђелковић
2. Момчило Антоновић
3. Светомир Арсић Басара
4. Новица Бабовић
5. Биљана Вуковић
6. Драгана Бојић
7. Јармила Вешовић
8. Ратко Вулановић
9. Сана Гарић
10. Мила Гвардиол
11. Дејан Дамњановић
12. Радомир Дамњановић
13. Сретко Дивљан
14. Ана Ђаповић
15. Предраг Ђукић
16. Иванка Живковић
17. Сања Жигић
18. Јована Живчић Радовановић
19. Наташа Будимлија Крстић
20. Јадран Крнајски
21. Тијана Којић
22. Велизар Крстић
23. Слободан Кузмановић
24. Милица Лилић
25. Вукашин Миловић
26. Душан Микоњић
27. Алексндар Лека Младеновић
28. Весна Марковић
29. Бојан Оташевић
30. Зоран Пантелић
31. Катарина Павловић
32. Ирена Пашић
33. Јосипа Пашћан
34. Димитрије Пецић
35. Михаило Петковић
36. Милица Петровић
37. Милета Продановић
38. Миодраг Рогић
39. Миодраг Ристић
40. Бранко Раковић
41. Јелена Сташевић
42. Тијана Сташевић
43. Љиљана Стојановић
44. Слободан Дане Стојановић
45. Душан Тодоровић
46. Милорад Тепавац
47. Станка Тодоровић
48. Томислав Тодоровић
49. Катарина Трипковић
50. Ана Фафулић
51. Анђелина Туцаковић
52. Мирјана Томашевић
53. Драган Цветковић
54. Ана Цвејић
55. Александар Цветковић
56. Зоран Чалија